# The Legend of Heroes: Trails in the Sky
The Legend of Heroes: Trails in the Sky (яп. 英雄伝説 空の軌跡, эиюː дэнсэцу сора но кисэки) — ролевая игра разработанная японской студией Nihon Falcom. Изначально игра издавалась под названием The Legend of Heroes VI: Trails in the Sky, а позднее как Trails in the Sky FC. Это первая игра в подсерии Trails серии игр The Legend of Heroes.
Изначально Trails in the Sky была выпущена в Японии в 2004 году на Windows, в 2006 была портирована на PlayStation Portable. Права на англоязычное изнание игры приобрела компания Xseed Games, но из-за большого объёма текста выход переведённой версии игры состоялся только в 2011 году. Версия игры с улучшенным разрешением вышла в 2012 году на PlayStation 3, а в 2015 году на PlayStation Vita вышло издание с новыми возможностями, перерисованными анимированными портретами, переделанным интерфейсом и озвучкой диалогов получившее название The Legend of Heroes: Trails in the Sky FC Evolution. Продолжение игры, получившее название Trails in the Sky SC, было выпущено в 2006 году.

## Игровой процесс
Игра даёт игроку под контроль группу персонажей, которая способна перемещаться между локациями, взаимодействовать с другими персонажами и вступать в битвы для продвижения по сюжету и выполнения сторонних заданий. В игре нет случайных встреч, все враги отрисованы. Если персонаж подойдёт вплотную к врагу, то начнётся битва, происходящая в отдельном режиме. Сражения в игре происходят на плоском сетчатом поле, по которому герои и их противники могут передвигаться в порядке ходов, предпринимая те или иные действия. Порядок ходов отображается в левой части экрана. Кроме шкалы здоровья персонажи имеют ещё две шкалы, одна из них расходуется на магические заклинания, а ещё одна на уникальные для каждого персонажа навыки.

## Сюжет

### Сеттинг
События игры происходят в вымышленном мире на континенте Земурия (яп. ゼムリア). Люди живут на осколках древней, некогда очень развитой цивилизации, от которой остались невероятные артефакты, которые люди называют архаизмами. Жители Земурии верят в богиню неба, которую представляет Септианская церковь. За пятьдесят лет до событий игры был открыт новый источник энергии и произошла техническая революция.
Непосредственные события игры происходят в королевстве Либерл (яп. リベール), которое расположено в юго-западной части континента и граничит с республикой Калвард (яп. カルバード共和国) на востоке и империей Эребония (яп. エレボニア帝国) на севере. За десять лет до событий игры имела место стодневная война между Эребонией и Либерлом, во время которой Эребония почти захватила Либерл, но была отброшена с помощью воздушных кораблей и тактических решений. Послевоенный Либерл разделён на пять регионов разделённых стенами и воротами.

### История
Игра начинается с того, что бывший генерал армии Либерла Кассий Брайт приносит домой к своей дочери Эстель (яп. エステル) израненного мальчика по имени Джошуа (яп. ヨシュア). Пять лет спустя, уже шестнадцатилетние Эстель и Джошуа живут как брат с сестрой и готовятся к поступлению в гильдию Брейсеров (яп. 遊撃士協会), неправительственную организацию выполняющую функцию защиты населения и прочие поручения, в которой и работает Кассий.
Вскоре после того как Эстель и Джошуа сдают вступительные испытания, Кассий получает письмо из-за которого он вынужден уехать на несколько дней в столицу. Эстель, Джошуа и их наставница Шеразард Харви (яп. シェラザード・ハーヴェイ) начинают выполнять задания, которые предназначались для Кассия. В одном из них они встречают профессора Альбу, который исследует остатки древней цивилизации, в другом приносят мэру кристалл из местной шахты. Вскоре выясняется что кристалл похищен воздушными бандитами, герои бросаются на поиски похитителей, но тем удаётся сбежать в соседний регион. Герои узнают, что авиалайнер на котором должен был вернуться Кассий пропал и герои решают отправиться на его поиски.
В поисках Кассия герои путешествуют по всей стране, находят новых друзей и предотвращают попытку государственного переворота. 

## Локализация

Сравнение портретов персонажей в оригинальной версии игры (сверху) и в Evolution (снизу).

Игра переведена на английский язык компанией Xseed Games, которая в мае 2010 года приобрела права на выпуск трилогии Trails in the Sky в Северной Америке. Сценарий Trails in the Sky FC содержит около 1,5 миллиона символов на японском языке, поэтому перевод такого объёма текста был непростой задачей для команды переводчиков. Главный редактор перевода работал над сценарием девять месяцев. В сентябре 2013 года Xseed анонсировала перевод версии игры для Windows, которая должна была увидеть свет в начале 2014 года, но из-за программных ошибок была отложена до июля 2014. Из-за технических отличий PlayStation Portable и Windows код должен был быть полностью переписан.

## Отзывы и продажи
| Сводный рейтинг    | Сводный рейтинг             | Сводный рейтинг             |
| Издание            | Оценка                      | Оценка                      |
| Издание            | PC                          | PSP                         |
| ------------------ | --------------------------- | --------------------------- |
| GameRankings       | N/A                         | 79,02 %                     |
| Metacritic         | 85/100                      | 79/100                      |
| Иноязычные издания |                             |                             |
| Издание            | Оценка                      | Оценка                      |
| Издание            | PC                          | PSP                         |
| Famitsu            | N/A                         | 32/40                       |
| Game Informer      | N/A                         | 8,25/10                     |
| GamePro            | N/A                         | [ 18 ]                      |
| GamesMaster        | N/A                         | 82 %                        |
| GameSpot           | N/A                         | 8/10                        |
| GamesRadar+        | N/A                         | [ 21 ]                      |
| Hardcore Gamer     | 4,5/5                       | N/A                         |
| IGN                | N/A                         | 8/10                        |
| Pocket Gamer       | N/A                         | 9/10                        |
| RPGFan             | 90 %                        | 88 %                        |
| Награды            |                             |                             |
| Издание            | Награда                     | Награда                     |
| RPGFan             | Best RPG (Editors' Pick)    | Best RPG (Editors' Pick)    |
| RPGFan             | Best Traditional RPG        | Best Traditional RPG        |
| Wired              | 16th Best Videogame of 2011 | 16th Best Videogame of 2011 |

Trails in the Sky получила в основном положительные оценки прессы, усреднённая оценка на сайте-аггрегаторе Metacritic составляет 85 баллов из 100 в версии для Windows и 79 из 100 в версии для PSP. Редактор IGN оценил игру на 8 баллов из 10 и отметил, что хотя это и не самая оригинальная игра, она предлагает забавный сценарий, динамические битвы, интересные задания и захватывающее повествование на протяжении многих часов игры. Сайт Hardcore Gamer похвалил глубину проработки персонажей, каждый из которых имеет свою историю, стремления и социальные связи, отметив, что даже неигровые персонажи имеют свои имена, мотивы и взаимоотношения с другими персонажами.
Несмотря на популярность серии в Японии, Trails in the Sky FC имела низкий уровень продаж после выхода на западе на PSP.
Летом 2018 года, благодаря уязвимости в защите Steam Web API, стало известно, что точное количество пользователей сервиса Steam, которые играли в игру хотя бы один раз, составляет 254 152 человека.